# Stockholm (Maine)
Pour les articles homonymes, voir Stockholm (homonymie).
Stockholm est une ville située dans l’État américain du Maine, dans le comté d’Aroostook. 